# Équipe du Ghana féminine de volley-ball
L'équipe du Ghana de volley-ball féminin est l'équipe nationale qui représente le Ghana dans les compétitions internationales de volley-ball féminin. 
L'équipe ghanéenne est médaillée de bronze des Jeux africains de 1978.
Elle est actuellement classée au 104e rang de la Fédération internationale de volley-ball au 11 juillet 2022.

## Palmarès
- Jeux africains
  - Troisième (1) : 1978